# Creu de terme de Fontanet
La Creu de terme de Fontanet és una creu de terme de Sant Mateu de Bages (Bages) situada al Clot del Fontanet, al peu de les cases de Fontanet.
És una creu de terme emplaçada al costat del camí de Fontanet, a l'alçada del raval conegut com el Clot de Fontanet. Es tracta d'una creu força moderna (del final del segle XIX o principis del XX) que destaca pel seu sòlid pedestal. El pedestal està format per dos grans blocs de pedra esglaonades. La inferior de forma cúbica i la superior amb una marcada inclinació piramidal. Al seu damunt hi ha el basament, allargat, de la creu. A la part superior s'aixeca la creu, amb les astes de secció rectangular i decorada amb una forma circular al punt d'intersecció. La creu no té cap tipus d'inscripció.